# Antônio Baby
Antônio Baby (Mallet, 10 de novembro de 1909 – 29 de março de 1969) foi um político brasileiro.
Filho de Jacob Baby, natural da Ucrânia, e de Catarina Kapuchinski Baby. Casou com Vanda Raquel Baby.
Foi eleito deputado federal pelo Paraná em 1954, 1958 e 1962.